# NGC 4072
NGC 4072 (również PGC 38176) – galaktyka soczewkowata (S0), znajdująca się w gwiazdozbiorze Warkocza Bereniki. Odkrył ją Ralph Copeland 3 kwietnia 1872 roku.